# Aquila non captat muscas
Aquila non captat muscas è una locuzione della lingua latina che tradotta letteralmente significa l'aquila non cattura le mosche.
In senso figurato, l'espressione indica che chi è in alto e potente non si cura di confrontarsi con piccoli obiettivi o piccole persone.